# ريبيتشي
ريبيتشي (بالسيريلية:Рибићи) هي قرية في البوسنة والهرسك. وهي تقع في بلدية موستارفي كانتون الهرسك-نيريتفا في اتحاد البوسنة والهرسك. طبقا لنتائج تعداد البوسنة عام 2013 فقد كان عدد سكانها 543 نسمة.

## التركيبة السكانية

### التطور التاريخي للسكان
| 1961 | 1971 | 1981 | 1991 | 2013 |
| ---- | ---- | ---- | ---- | ---- |
| 390  | 414  | 483  | 550  | 543  |

## وصلات خارجية
- Maplandia (بالإنجليزية)